# Barrio del Río, Oaxaca
Barrio del Río är en ort i Mexiko.   Den ligger i kommunen Santo Domingo de Morelos och delstaten Oaxaca, i den sydöstra delen av landet, 500 km sydost om huvudstaden Mexico City. Barrio del Río ligger 160 meter över havet och antalet invånare är 354.
Terrängen runt Barrio del Río är huvudsakligen kuperad, men åt sydväst är den platt. Runt Barrio del Río är det ganska glesbefolkat, med 45 invånare per kvadratkilometer. Närmaste större samhälle är El Camalote, 7,3 km nordost om Barrio del Río. Omgivningarna runt Barrio del Río är en mosaik av jordbruksmark och naturlig växtlighet.